# بويل (أوهايو)
بويل، أوهايو

بويل (بالإنجليزية: Powell)‏ هي مدينة أمريكية تقع في ولاية أوهايو. تبلغ مساحة هذه المدينة 7.9 (كم²)،ويبلغ عدد سكانها 6247 نسمة حسب إحصاء سنة 2010 م 6247.تشير إحصاءات سنة 2000م بأن الكثافة السكانية في هذه المدينة تقدر بـ(794.3) نسمة/كم2 

## التركيبة السكانية
قام مكتب تعداد الولايات المتحدة بتحديد بيانات التركيبة السكانية لبويل في تعداد الولايات المتحدة. في ما يلي، التركيبة السكانية حسب تعدادي 2000 و2010.

### تعداد عام 2000
بلغ عدد سكان بويل 6,247 نسمة بحسب تعداد عام 2000، وبلغ عدد الأسر 1,975 أسرة وعدد العائلات 1,789 عائلة مقيمة في المدينة. في حين سجلت الكثافة السكانية 2,057.3 نسمة لكل ميل مربع (794.3/كم2). وبلغ عدد الوحدات السكنية 2,032 وحدة بمتوسط كثافة قدره 669.2 نسمة لكل ميل مربع (258.4/كم2).
وتوزع التركيب العرقي للمدينة بنسبة 94.29% من البيض و 0.10% من الأمريكيين الأصليين و 0.92% من الأمريكيين ذوي الأصول الآسيوية و 1.55% من الأمريكيين الأفارقة و 0.85% من عرقين مختلطين أو أكثر.
بلغ عدد الأسر 1,975 أسرة كانت نسبة 56.7% منها لديها أطفال تحت سن الثامنة عشر تعيش معهم، وبلغت نسبة الأزواج القاطنين مع بعضهم البعض 86.1% من أصل المجموع الكلي للأسر، ونسبة 3.3% من الأسر كان لديها معيلات من الإناث دون وجود شريك، وكانت نسبة 9.4% من غير العائلات. تألفت نسبة 7.2% من أصل جميع الأسر من أفراد ونسبة 1.3% كانوا يعيش معهم شخص وحيد يبلغ من العمر 65 عاماً فما فوق. وبلغ متوسط حجم الأسرة المعيشية 3.34، أما متوسط حجم العائلات فبلغ 3.16.
بلغ العمر الوسطي للسكان 35 عاماً. وكانت نسبة 35.9% من القاطنين تحت سن الثامنة عشر، وكانت نسبة 2.7% بين الثامنة عشر والأربعة وعشرون عاماً، ونسبة 36.4% كانت واقعةً في الفئة العمرية ما بين الخامسة والعشرون حتى والأربعة وأربعون عاماً، ونسبة 21.1% كانت ما بين الخامسة والأربعون حتى الرابعة والستون، ونسبة 3.8% كانت ضمن فئة الخامسة والستون عاماً فما فوق. يوجد لكل 100 أنثى 100.9 ذكر، ويوجد لكل 100 أنثى في الثامنة عشر من عمرها فما فوق 97.7 ذكر.
وكان من هؤلاء نسبة 0.7% تحت سن الثامنة عشر ولا أحد منهم في الخامسة والستين من العمر وما فوق.

### تعداد عام 2010
بلغ عدد سكان بويل 11,500 نسمة بحسب تعداد عام 2010، وبلغ عدد الأسر 3,796 أسرة وعدد العائلات 3,227 عائلة مقيمة في المدينة. في حين سجلت الكثافة السكانية 2,332.7 نسمة لكل ميل مربع (900.7/كم2). وبلغ عدد الوحدات السكنية 3,975 وحدة بمتوسط كثافة قدره 806.3 لكل ميل مربع (311.3/كم2).
وتوزع التركيب العرقي للمدينة بنسبة 88.5% من البيض و 0.1% من الأمريكيين الأصليين و 7.5% من الأمريكيين ذوي الأصول الآسيوية و 1.9% من الأمريكيين الأفارقة و 1.7% من عرقين مختلطين أو أكثر.
بلغ عدد الأسر 3,796 أسرة كانت نسبة 53.5% منها لديها أطفال تحت سن الثامنة عشر تعيش معهم، وبلغت نسبة الأزواج القاطنين مع بعضهم البعض 77.8% من أصل المجموع الكلي للأسر، ونسبة 5.4% من الأسر كان لديها معيلات من الإناث دون وجود شريك، بينما كانت نسبة 1.8% من الأسر لديها معيلون من الذكور دون وجود شريكة وكانت نسبة 15.0% من غير العائلات. تألفت نسبة 12.6% من أصل جميع الأسر من أفراد ونسبة 4.5% كانوا يعيش معهم شخص وحيد يبلغ من العمر 65 عاماً فما فوق. وبلغ متوسط حجم الأسرة المعيشية 3.33، أما متوسط حجم العائلات فبلغ 3.03.
بلغ العمر الوسطي للسكان 37.4 عاماً. وكانت نسبة 34.7% من القاطنين تحت سن الثامنة عشر، وكانت نسبة 3.4% بين الثامنة عشر والأربعة وعشرون عاماً، ونسبة 28.1% كانت واقعةً في الفئة العمرية ما بين الخامسة والعشرون حتى والأربعة وأربعون عاماً، ونسبة 26.2% كانت ما بين الخامسة والأربعون حتى الرابعة والستون، ونسبة 7.7% كانت ضمن فئة الخامسة والستون عاماً فما فوق. وتوزع التركيب الجنسي للسكان بنسبة 49.2% ذكور و50.8% إناث.